# Кіпр на Чемпіонаті світу з водних видів спорту 2015
Кіпр узяв участь у Чемпіонаті світу з водних видів спорту 2015, який пройшов у Казані (Росія) від 24 липня до 9 серпня.

## Плавання
Кіпрські плавці виконали кваліфікаційні нормативи в дисциплінах, які наведено в таблиці (не більш як 2 плавці на одну дисципліну за часом нормативу A, і не більш як 1 плавець на одну дисципліну за часом нормативу B):
Чоловіки
| Спортсмен               | Дисципліна           | Попередній заплив | Попередній заплив | Півфінал        | Півфінал        | Фінал           | Фінал           |
| Спортсмен               | Дисципліна           | Час               | Місце             | Час             | Місце           | Час             | Місце           |
| ----------------------- | -------------------- | ----------------- | ----------------- | --------------- | --------------- | --------------- | --------------- |
| Яковос Хаджиконстантіну | 200 м вільним стилем | 1:57.38           | 67                | Завершив виступ | Завершив виступ | Завершив виступ | Завершив виступ |
| Яковос Хаджиконстантіну | 400 м вільним стилем | 4:06.38           | 62                | Н/Д             | Н/Д             | Завершив виступ | Завершив виступ |
| Маркос Калопсідіотіс    | 50 м брасом          | 29.08             | 48                | Завершив виступ | Завершив виступ | Завершив виступ | Завершив виступ |
| Маркос Калопсідіотіс    | 100 м брасом         | DSQ               | DSQ               | Завершив виступ | Завершив виступ | Завершив виступ | Завершив виступ |

Жінки
| Спортсменка      | Дисципліна           | Попередній заплив | Попередній заплив | Півфінал         | Півфінал         | Фінал            | Фінал            |
| Спортсменка      | Дисципліна           | Час               | Місце             | Час              | Місце            | Час              | Місце            |
| ---------------- | -------------------- | ----------------- | ----------------- | ---------------- | ---------------- | ---------------- | ---------------- |
| Хрісула Караману | 100 м вільним стилем | 58.65             | 56                | Завершила виступ | Завершила виступ | Завершила виступ | Завершила виступ |
| Хрісула Караману | 200 м вільним стилем | 2:09.01           | 54                | Завершила виступ | Завершила виступ | Завершила виступ | Завершила виступ |
| Сотірія Неофіту  | 50 м батерфляєм      | 28.25             | 41                | Завершила виступ | Завершила виступ | Завершила виступ | Завершила виступ |
| Сотірія Неофіту  | 100 м батерфляєм     | 1:02.83           | 44                | Завершила виступ | Завершила виступ | Завершила виступ | Завершила виступ |